# MegaNet
Meganet es una propuesta de red de comunicaciones libre y sin ningún tipo de censura enunciada por Kim Dotcom.
El dueño del ya clausurado MegaUpload y creador de Mega , ha declarado sus intenciones de crear "un internet mejor, dirigido por la gente y para la gente". En 2014 se empezó a hablar de Meganet, y su lanzamiento estaba previsto para 2015, pero no salió en esa fecha.

## Fecha de inauguración
El 21 de noviembre de 2017, Kim Dotcom publicó en su cuenta de Twitter que las redes y los dispositivos estarán preparados en un plazo de cuatro a cinco años.

## Procedimiento
La finalidad de Dotcom es combatir la piratería intrínseca a Internet. Se trata de crear una red en la que no exista ningún tipo de control por parte de gobiernos, mejorando la privacidad. Para conseguir esto, no estará basada en IP (por lo que será imposible el rastreo de personas por parte de gobiernos o corporaciones) ni DDos, y la idea consiste en convertir los teléfonos móviles en nodos de esta red, que será global, cifrada y descentralizada. Por este motivo, los móviles jugarán un papel importante, soportando esta red en el espacio libre de miles de millones de ellos, y la red se apoyará en el sistema block chain, utilizado en los bitcoins.